# Campeonato de Primera División 1948 (Argentina)
El Campeonato de Primera División 1948 fue la decimoctava temporada y el vigésimo torneo de la era profesional de la Primera División de Argentina. Se jugó entre el 18 de abril y el 12 de diciembre, en dos ruedas de todos contra todos.
El campeón fue el Club Atlético Independiente, que así obtuvo su quinto título (tercero en el profesionalismo), consagrándose una fecha antes de la finalización del certamen.
Durante la realización del torneo se produjo una huelga de futbolistas que lo interrumpió en diferentes momentos del año; para contrarrestarla, los dirigentes de los clubes presentaron alineaciones compuestas por jugadores juveniles en las últimas cinco fechas del campeonato. Debido a esto se anularon los descensos.

## Ascensos y descensos
| Pos | Equipo ascendido        |
| --- | ----------------------- |
| 1.º | Gimnasia y Esgrima (LP) |

| Pos  | Equipo descendido en la temporada 1947 |
| ---- | -------------------------------------- |
| 16.º | Atlanta                                |

## Equipos
| Equipo             | Ciudad       |
| ------------------ | ------------ |
| Banfield           | Banfield     |
| Boca Juniors       | Buenos Aires |
| Chacarita Juniors  | Villa Maipú  |
| Estudiantes        | La Plata     |
| Gimnasia y Esgrima | La Plata     |
| Huracán            | Buenos Aires |
| Independiente      | Avellaneda   |
| Lanús              | Lanús        |
| Newell's Old Boys  | Rosario      |
| Platense           | Buenos Aires |
| Racing Club        | Avellaneda   |
| River Plate        | Buenos Aires |
| Rosario Central    | Rosario      |
| San Lorenzo        | Buenos Aires |
| Tigre              | Victoria     |
| Vélez Sarsfield    | Buenos Aires |

### Distribución geográfica de los equipos
| Región                 | Cant. | Equipos                                                                     |
| ---------------------- | ----- | --------------------------------------------------------------------------- |
| Ciudad de Buenos Aires | 6     | Boca Juniors, Huracán, Platense, River Plate, San Lorenzo y Vélez Sarsfield |
| Conurbano bonaerense   | 6     | Banfield, Chacarita Juniors, Independiente, Lanús, Racing Club y Tigre      |
| Ciudad de La Plata     | 2     | Estudiantes Gimnasia y Esgrima                                              |
| Ciudad de Rosario      | 2     | Newell's Old Boys y Rosario Central                                         |

## Tabla de posiciones final
| Pos. | Equipo                  | Pts. | PJ | PG | PE | PP | GF | GC | Dif. |
| ---- | ----------------------- | ---- | -- | -- | -- | -- | -- | -- | ---- |
| 1.º  | Independiente           | 41   | 30 | 17 | 7  | 6  | 65 | 42 | 23   |
| 2.º  | River Plate             | 37   | 30 | 12 | 13 | 5  | 59 | 48 | 11   |
| 3.º  | Estudiantes (LP)        | 36   | 30 | 16 | 4  | 10 | 63 | 45 | 18   |
| 4.º  | Racing Club             | 32   | 30 | 15 | 6  | 9  | 68 | 43 | 25   |
| 5.º  | Newell's Old Boys       | 32   | 30 | 12 | 8  | 10 | 54 | 37 | 17   |
| 6.º  | San Lorenzo             | 32   | 30 | 12 | 8  | 10 | 54 | 54 | 0    |
| 7.º  | Vélez Sarsfield         | 32   | 30 | 11 | 10 | 9  | 44 | 44 | 0    |
| 8.º  | Boca Juniors            | 30   | 30 | 10 | 10 | 10 | 52 | 47 | 5    |
| 9.º  | Platense                | 30   | 30 | 11 | 8  | 11 | 57 | 65 | −8   |
| 10.º | Huracán                 | 29   | 30 | 11 | 7  | 12 | 45 | 49 | −4   |
| 11.º | Chacarita Juniors       | 28   | 30 | 9  | 10 | 11 | 45 | 48 | −3   |
| 12.º | Rosario Central         | 27   | 30 | 12 | 3  | 15 | 74 | 73 | 1    |
| 13.º | Banfield                | 24   | 30 | 9  | 6  | 15 | 53 | 67 | −14  |
| 14.º | Lanús                   | 23   | 30 | 5  | 13 | 12 | 38 | 57 | −19  |
| 15.º | Tigre                   | 23   | 30 | 8  | 7  | 15 | 56 | 81 | −25  |
| 16.º | Gimnasia y Esgrima (LP) | 20   | 30 | 6  | 8  | 16 | 51 | 78 | −27  |

## Descensos y ascensos
Al anularse los descensos, con el ascenso de Atlanta y Ferro Carril Oeste el número de equipos participantes del Campeonato de Primera División 1949 aumentó a 18.

## Goleadores
| Jugador              | Jugador         | Goles | Equipo           |
| -------------------- | --------------- | ----- | ---------------- |
| Bandera de Argentina | Benjamín Santos | 21    | Rosario Central  |
| Bandera de Argentina | Ricardo Infante | 19    | Estudiantes (LP) |
| Bandera de Argentina | Llamil Simes    | 19    | Racing Club      |
| Bandera de Argentina | Angel Labruna   | 19    | River Plate      |
| Bandera de Argentina | Mario Fernández | 15    | Independiente    |
| Bandera de Argentina | Tucho Méndez    | 15    | Racing Club      |